# 豢龙乡
豢龙乡，是中华人民共和国四川省绵阳市梓潼县曾经下辖的一个乡。2019年12月，撤销豢龙乡，将原豢龙乡红江村、排柏村、青杠村所属行政区域划归文昌镇管辖，原豢龙乡新胜村、岩湾村、桂林村、金星村所属行政区域划归许州镇管辖。

## 行政区划
豢龙乡撤销前下辖以下地区：
胜村、岩湾村、桂林村、金星村、青杠村、红江村和排柏村。